# Evgenii Nikishin
Evgenii Mikhailovich Nikishin (em russo:  Евгений Михайлович Никишин, Oblast de Penza, 23 de junho de 1945 – 17 de dezembro de 1986) foi um matemático russo, especialista em análise harmônica.

## Biografia
Nikishin obteve o grau de Candidato de Ciências com 24 anos de idade na Universidade Estatal de Moscou, tornando-se assim o mais jovem a obter este grau na Universidade Estatal de Moscou, obtendo em 1971 o grau de Doktor nauk (habilitação) no Instituto de Matemática Steklov, orientado por Pyotr Ulyanov. Em 1977 foi professor da Universidade Estatal de Moscou, onde permaneceu até morrer após longo padecimento de um câncer.
Em 1972 recebeu o Prêmio Lenin Komsomol e em 1973 o Prêmio Salem. Foi palestrante convidado do Congresso Internacional de Matemáticos em Helsinque (1978: The Padé Approximants).

## Publicações selecionadas
- «Resonance theorems and super linear operators». Russian Mathematical Surveys. 25 (6): 125–187. 1970. doi:10.1070/rm1970v025n06abeh001270
- com Vladimir Nikolaevich Sorokin: Rational approximations and orthogonality. [S.l.]: AMS. 1991